# Keith Hackney
Keith Hackney (15 de abril de 1958) es un luchador de artes marciales mixtas y empresario estadounidense, más conocido por su carrera en los inicios de Ultimate Fighting Championship. Actualmente retirado de la competición, Hackney es fundador y director de American Predator Fighting Championship, empresa patrocinada por él mismo, así como del equipo Hackney Combat Academy MMA.

## Carrera
Hackney comenzó su carrera en los deportes de combate a los 11 años, cuando empezó a entrenar en boxeo, lucha y tang soo do. Dos años más tarde aprendió taekwondo y con el tiempo alcanzó el segundo grado de cinturón negro. En 1990, intensificó su entrenamiento practicando kenpo karate. Hackney compaginó estas inclinaciones con el mundo empresarial, en el que entró en 1980 fundando una compañía fabricante de electrodomésticos.
Su primera experiencia en la lucha profesional fue cuando Art Davies, por entonces directivo de la recién fundada Ultimate Fighting Championship, entró en contacto con él para participar en el torneo de UFC 3. La estipulación fue difícil, ya que se dieron cuenta de que no quedaban plazas para el torneo, pero uno de los participantes se echó atrás y Keith pudo entrar. Su primer encuentro fue con un oponente que le triplicaba en peso, el campeón de sumo Emmanuel Yarborough, en la primera ronda. Viendo que sus patadas de taekwondo no eran eficaces contra la masa de su contrincante, Hackney recurrió a un palmazo de kenpo a la cara y logró derribar a Yarborough, lo que hasta el momento había parecido imposible. Emmanuel pudo levantarse tras intercambiar golpes con Keith en el suelo, pero entonces Hackney volvió a abrumarle con una ráfaga de golpes que pusieron fin al combate. Hackney recibió el apodo de "Giant Killer" por su victoria contre el gigantesco sumo, pero poco después se reveló que se había lesionado la muñeca al golpear a Yarborough sin cuidado, y tuvo que ser retirado del torneo.
Tres meses después, Hackney volvió en el evento UFC 4. Su siguiente oponente fue Joe Son, quien a pesar de no ser ni remotamente tan pesado como Yarborough, todavía superaba a Keith en peso. A pesar de ello, Hackney detuvo la embestida de Son y, con ambos trabados en el suelo, se aprovechó de un vacío legal en las normas del torneo para lanzar múltiples golpes bajos a Son, que acabó rindiéndose. Hackney avanzó de ronda y, la misma noche, se enfrentó a Royce Gracie, un usuario de jiu-jitsu brasileño cuyo novedoso arte le había granjeado múltiples victorias. Siguiendo su táctica habitual, Gracie llevó a Hackney al suelo y trató de someterlo, pero el estadounidense ofreció más resistencia de lo esperado y casi consiguió la ventaja antes de que Gracie le venciera.
Después de una lucha contra el legendario Marco Ruas, Hackney se retiró de la lucha para dedicarse enteramente a la administración de su empresa.

## Récord en artes marciales mixtas
| Resultado | Récord | Oponente            | Método                      | Evento                 | Fecha                   | Ronda | Tiempo | Localización                                  | Notas |
| --------- | ------ | ------------------- | --------------------------- | ---------------------- | ----------------------- | ----- | ------ | --------------------------------------------- | ----- |
| Derrota   | 2-2    | Marco Ruas          | Sumisión (rear naked choke) | Ultimate Ultimate 1995 | 16 de diciembre de 1995 | 1     | 2:39   | Denver, Colorado, Estados Unidos              |       |
| Derrota   | 2-1    | Royce Gracie        | Sumisión (cross armbar)     | UFC 4                  | 16 de diciembre de 1994 | 1     | 5:32   | Tulsa, Oklahoma, Estados Unidos               |       |
| Victoria  | 2-0    | Joe Son             | Sumisión (golpes bajos)     | UFC 4                  | 16 de diciembre de 1994 | 1     | 2:44   | Tulsa, Oklahoma, Estados Unidos               |       |
| Victoria  | 1-0    | Emmanuel Yarborough | TKO (puñetazos)             | UFC 3                  | 9 de septiembre de 1994 | 1     | 1:59   | Charlotte, Carolina del Norte, Estados Unidos |       |